# Stati Uniti d'America ai Giochi olimpici
Gli Stati Uniti d'America hanno partecipato per la prima volta ai Giochi olimpici nel 1896 e sono stati presenti a tutte le edizioni dei Giochi, sia estivi che invernali, tranne quella di Mosca 1980.
Gli atleti degli Stati Uniti hanno vinto in totale 3091 medaglie olimpiche, divise in 1214 ori, 1002 argenti e 875 bronzi, che li collocano al primo posto nel medagliere complessivo per nazioni.
Gli Stati Uniti d'America hanno ospitato le olimpiadi in 8 occasioni:
- i Giochi della III Olimpiade del 1904 a Saint Louis
- i III Giochi Olimpici invernali del 1932 a Lake Placid
- i Giochi della X Olimpiade del 1932 a Los Angeles
- i VIII Giochi Olimpici invernali del 1960 a Squaw Valley
- i XIII Giochi Olimpici invernali del 1980 a Lake Placid
- i Giochi della XXIII Olimpiade del 1984 a Los Angeles
- i Giochi della XXVI Olimpiade del 1996 a Atlanta
- i XIX Giochi Olimpici invernali del 2002 a Salt Lake City

Nel 2028 ospiteranno i Giochi della XXXIV Olimpiade a Los Angeles.
Il Comitato Olimpico degli Stati Uniti venne fondato nel 1894 e nello stesso anno entrò a far parte del Comitato Olimpico Internazionale.

## Posizioni degli Stati Uniti d'America nei medaglieri
- 1ª nel medagliere complessivo dei Giochi olimpici per numero complessivo di medaglie d'oro (1174)
- 1ª nel medagliere dei giochi olimpici estivi per numero di medaglie d'oro (1061)
- 2ª nel medagliere dei giochi olimpici invernali per numero di medaglie d'oro (113)

- 1ª nel medagliere complessivo dei Giochi olimpici per numero complessivo di medaglie (2959)
- 1ª nel medagliere dei giochi olimpici estivi per numero complessivo di medaglie (2673)
- 2ª nel medagliere dei giochi olimpici invernali per numero complessivo di medaglie (330)

Si ricorda che nei medaglieri la classifica ufficiale di riferimento è per medaglie d'oro vinte.

## Medaglieri

### Medaglie alle Olimpiadi estive
| Giochi                               | Oro              | Argento          | Bronzo           | Totale           |
| ------------------------------------ | ---------------- | ---------------- | ---------------- | ---------------- |
| 1896 Atene                           | 11               | 7                | 2                | 20               |
| 1900 Parigi                          | 19               | 14               | 14               | 47               |
| 1904 St. Louis (nazione ospitante)   | 78               | 82               | 79               | 239              |
| 1908 Londra                          | 23               | 12               | 12               | 47               |
| 1912 Stoccolma                       | 25               | 19               | 19               | 63               |
| 1920 Anversa                         | 41               | 27               | 27               | 95               |
| 1924 Parigi                          | 45               | 27               | 27               | 99               |
| 1928 Amsterdam                       | 22               | 18               | 16               | 56               |
| 1932 Los Angeles (nazione ospitante) | 41               | 32               | 30               | 103              |
| 1936 Berlino                         | 24               | 20               | 12               | 56               |
| 1948 Londra                          | 38               | 27               | 19               | 84               |
| 1952 Helsinki                        | 40               | 19               | 17               | 76               |
| 1956 Melbourne/Stoccolma             | 32               | 25               | 17               | 74               |
| 1960 Roma                            | 34               | 21               | 16               | 71               |
| 1964 Tokyo                           | 36               | 26               | 28               | 90               |
| 1968 Città del Messico               | 45               | 28               | 34               | 107              |
| 1972 Monaco                          | 33               | 31               | 30               | 94               |
| 1976 Montreal                        | 34               | 35               | 25               | 94               |
| 1980 Mosca                           | non partecipante | non partecipante | non partecipante | non partecipante |
| 1984 Los Angeles (nazione ospitante) | 83               | 61               | 30               | 174              |
| 1988 Seul                            | 36               | 21               | 27               | 84               |
| 1992 Barcellona                      | 37               | 34               | 37               | 108              |
| 1996 Atlanta (nazione ospitante)     | 44               | 32               | 25               | 101              |
| 2000 Sydney                          | 37               | 24               | 31               | 92               |
| 2004 Atene                           | 36               | 29               | 27               | 92               |
| 2008 Pechino                         | 36               | 38               | 36               | 110              |
| 2012 Londra                          | 46               | 29               | 29               | 104              |
| 2016 Rio de Janeiro                  | 46               | 37               | 38               | 121              |
| 2020 Tokyo                           | 39               | 41               | 33               | 113              |
| 2024 Parigi                          | 40               | 44               | 42               | 126              |
| Totale                               | 1101             | 860              | 779              | 2740             |

### Medaglie alle Olimpiadi invernali
| Giochi                                  | Oro | Argento | Bronzo | Totale |
| --------------------------------------- | --- | ------- | ------ | ------ |
| 1924 Chamonix                           | 1   | 2       | 1      | 4      |
| 1928 St. Moritz                         | 2   | 2       | 2      | 6      |
| 1932 Lake Placid (nazione ospitante)    | 6   | 4       | 2      | 12     |
| 1936 Garmisch-Partenkirchen             | 1   | 0       | 3      | 4      |
| 1948 St. Moritz                         | 3   | 4       | 2      | 9      |
| 1952 Oslo                               | 4   | 6       | 1      | 11     |
| 1956 Cortina d'Ampezzo                  | 2   | 3       | 2      | 7      |
| 1960 Squaw Valley (nazione ospitante)   | 3   | 4       | 3      | 10     |
| 1964 Innsbruck                          | 1   | 2       | 4      | 7      |
| 1968 Grenoble                           | 1   | 5       | 1      | 7      |
| 1972 Sapporo                            | 3   | 2       | 3      | 8      |
| 1976 Innsbruck                          | 3   | 3       | 4      | 10     |
| 1980 Lake Placid (nazione ospitante)    | 6   | 4       | 2      | 12     |
| 1984 Sarajevo                           | 4   | 4       | 0      | 8      |
| 1988 Calgary                            | 2   | 1       | 3      | 6      |
| 1992 Albertville                        | 5   | 4       | 2      | 11     |
| 1994 Lillehammer                        | 6   | 5       | 2      | 13     |
| 1998 Nagano                             | 6   | 3       | 4      | 13     |
| 2002 Salt Lake City (nazione ospitante) | 10  | 13      | 11     | 34     |
| 2006 Torino                             | 9   | 9       | 7      | 25     |
| 2010 Vancouver                          | 9   | 15      | 13     | 37     |
| 2014 Sochi                              | 9   | 9       | 10     | 28     |
| 2018 PyeongChang                        | 9   | 8       | 6      | 23     |
| 2022 Pechino                            | 8   | 10      | 7      | 25     |
| Totale                                  | 113 | 122     | 95     | 330    |